# Franz Voigt (Kunsthistoriker)
Franz Voigt (* 27. April 1876 in Weimar; † 26. März 1940 in Kassel) war ein deutscher Kunsthistoriker.

## Leben
Franz Voigt war der Sohn des Verlagsbuchhändlers Paul Voigt und seiner Freu Agnes, geb. Henkel. Nach dem Umzug seiner Eltern besuchte er die Schule in Kassel, wo er 1897 die Reifeprüfung ablegte. Aus wirtschaftlichen Gründen begann er kein Studium, sondern trat er in den Verwaltungsdienst der Reichsbahn ein. Zum 1. Februar 1926 wurde er aus gesundheitlichen Gründen in den dauernden Ruhestand versetzt.
Anschließend studierte er Kunstgeschichte in Jena, München und Berlin und wurde 1930 in Jena bei Wilhelm Koehler mit einer Dissertation über Jagdschlösser des Barocks in Thüringen promoviert. 1931 wurde er Bibliothekar der staatlichen Kunstbücherei und des Kupferstichkabinetts der Kasseler Museen. Im Kupferstichkabinett gelang ihm die Entdeckung bisher unbekannter Zeichnungen. Er verfasste Beiträge zu hessischen Künstlern für die Bände 29 bis 32 des Allgemeinen Lexikon der Bildenden Künstler von der Antike bis zur Gegenwart. Er starb an einem schweren Herzleiden.

## Veröffentlichungen
- Die Entstehung der Jagd- und Lustschlossbauten des Herzogs Ernst August von Sachsen-Weimar. Eine stilkritische Betrachtung. Heitz, Straßburg 1930 (Dissertation, mit Lebenslauf, S. 51).
- Der Mengeringhäuser Altar. In: Heimat-Schollen. 14, 1934, S. 9–10.
- Die Entstehung der Jagd- und Lustschloßbauten des Herzogs Ernst August von Sachsen-Weimar. Ein Beitrag zur Geschichte der Thüringer Barock-Architektur (= Sonderschriften der Akademie gemeinnütziger Wissenschaften zu Erfurt. Heft 12). Kurt Stenger, Erfurt 1938 (Digitalisat).
- Die Gemäldegalerie Kassel. Führer durch die Kasseler Galerie. Augustin, Kassel 1938.
- Eine aufgefundene Tizian-Zeichnung. In: Die graphischen Künste. N.F. 3, 1938, S. 17–19 (Digitalisat).
- Eine unbekannte Zeichnung des Hans Baldung Grien. In: Die graphischen Künste. N.F. 4, 1939, S. 1–2 (Digitalisat).
- Zu Hans Ankwicz-Kleehovens Ausführungen über Grünewalds Altersporträt. In: Die graphischen Künste. N.F. 4, 1939, S. 3 (Digitalisat).